# Humanitární nadace pro Pásmo Gazy
Humanitární nadace pro Pásmo Gazy (anglicky Gaza Humanitarian Foundation, GHF) je americká organizace se sídlem v Delaware, založená v únoru 2025 za účelem distribuce humanitární pomoci během probíhající humanitární krize v Pásmu Gazy. Od založení až do své rezignace 25. května 2025 ji vedl výkonný ředitel Jake Wood. Má podporu Trumpovy administrativy a izraelské vlády. Organizace spojených národů a humanitárních skupin ji kritizovaly za politizaci distribuce pomoci. Zavedené humanitární skupiny tvrdí, že GHF kryje Izrael, aby mohl dosáhnout svých cílů vylidnit Pásmo Gazy od Palestinců, a její bývalý šéf po své rezignaci zpochybnil nestrannost a neutralitu skupiny.
Podle ministerstva zdravotnictví Gazy bylo při pokusu o dosažení oblastí distribuce pomoci zabito 600 Palestinců a přes 4 200 jich bylo zraněno. Přibližně 70 % zabitých bylo v areálech GHF. Přeživší opakovaných masových vražd páchaných na distribučních místech začali operace podporované Izraelem označovat spíše za pasti nebo smrtící pasti než za pomoc. V důsledku toho Centrum pro ústavní práva zaslalo GHF právní oznámení o možné odpovědnosti za spoluúčast na válečných zločinech, zločinech proti lidskosti a genocidě Palestinců.
OSN a více než 170 charitativních a nevládních organizací, včetně organizací Save the Children a Oxfam, obviňují GHF z nedodržování a dokonce i porušování humanitárních norem tím, že nutí dva miliony Palestinců žít v přelidněných a militarizovaných zónách a vystavuje žadatele o humanitární pomoc téměř každodenním útokům, a požadují, aby GHF a jeho program byly okamžitě uzavřeny.
V červenci 2025 Amnesty International vydala zprávu, ve které tvrdí, že důkazy sesbírané touto organizací naznačují, že Izrael nadále využívá hladovění jako způsob vedení války během militarizované distribuce humanitární pomoci GHF a úmyslně tak nastavuje životní podmínky směřující k fyzickému zničení Palestinců jako součást probíhající genocidy.